# Severní obchvat Banské Bystrice

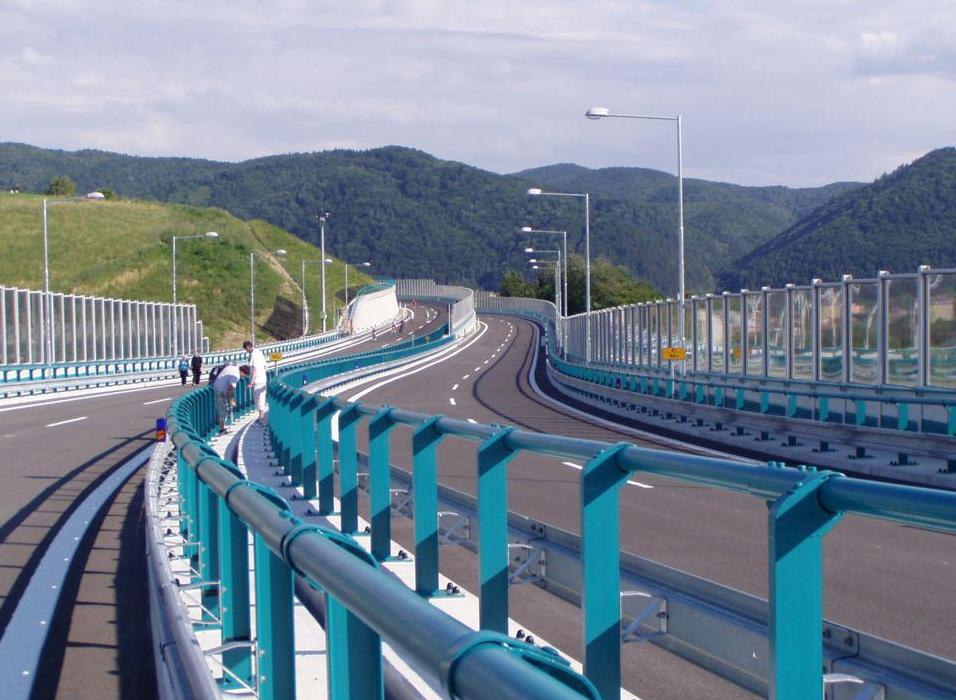
Severní obchvat Banské Bystrice

Severní obchvat Banské Bystrice je úsek Rychlostní silnice R1, který zároveň slouží jako severní obchvat Banské Bystrice. Obchvat byl ve výstavbě od roku 2009. Slavnostní otevření se uskutečnilo 27. července 2012. Úsek je dlouhý 5,7 km.

## Projekt
Severní obchvat Banské Bystrice byl zapracován do koncepce Územního plánu aglomerace Banská Bystrica schváleného v roce 1976. Důvodem pro obchvat byl problémový průtah silnice I / 66 a hrozba povodní na řece Hron. Do trasy R1 byl úsek zařazen až usnesením Vlády SR č. 882 v prosinci roku 2008. Později byl zařazen mezi čtyři úseky Rychlostní silnice R1, které se realizovaly v druhém ze tří balíčků PPP pod názvem PRIBINA. Celkově šlo o 51,6 km úseků R1: Nitra - Selenec, Selenec - Beladice, Beladice - Tekovské Nemce a samotného obchvatu. Na tyto úseky má konsorcium Granvia 30letou smlouvu se státem na "naprojektování (Design), výstavbu (Build), financování (Finance), provoz (Operate) a údržbu (Maintenance)". Smlouva s Ministerstvem dopravy byla podepsána 23. března 2009. Celkové náklady na výstavbu silnice Granvia tají.
Město Banská Bystrica projekt podporuje, mezi jeho výhody mluvčí primátora řadí přesměrování tranzitní dopravy a odlehčení zatíženého úseku kolem Hronu procházejícího centrem města, což je důležité i z ekologického hlediska. Podle analýz Výzkumného ústavu dopravního se mělo po otevření obchvatu a přesunutí až 58 % dopravy ze silnice I / 66 počet dopravních nehod snížit o 8 až 9 (přibližně o 38 %), řidiči osobních aut v současnosti ušetří tři a nákladních aut dvě minuty jízdy. Časové úspory mají být 1,7 mil € ročně.

## Trasa
Trasa severního obchvatu začíná mimoúrovňovou křižovatkou Kostiviarska v stejnojmenné městské části. Nová trasa R1 se zde odklání od silnice I / 59 vedoucí na sever směrem na Harmanec (Martin) a Donovaly (Ružomberok). Severní obchvat křižuje železniční trať Zvolen – Vrútky. Křižovatka Rudlová připojuje místní komunikaci vedoucí do Rudlové a do severní části centra města. Po křižovatce Banos následuje křižovatka Cementárna ve východní části města, kde se obchvat napojuje na současnou silnici I / 66. Úsek má celkem 24 mostních objektů, 16 protihlukových stěn a 12 opěrných zdí. Včetně křižovatek a jejich větví bylo celkem postaveno téměř 13 kilometrů komunikací. Trasa by podle plánů měla pokračovat dál přes masiv Nízkých Tater až po Ružomberok kde se napojí na D1. V příštích letech se však s touto trasou nepočítá. Ministerstvo dopravy se v srpnu 2012 vyjádřilo, že úsek není dostatečně připraven, aby se na něj mohly použít eurofondy na roky 2007 až 2013. Pravděpodobně se tak začne stavět až z eurofondů na léta 2014 až 2020.

## Výstavba
Výstavba byla realizována firmou Granvia Construction sro  Stavební práce na úsecích PR1BINA se začaly v srpnu 2009, přičemž projektová příprava a přípravné práce probíhaly již od konce března 2009. Dle Deníku SME se na obchvatu v srpnu 2011 asfaltovalo a pokračovalo v budování protihlukových stěn. Podle zpráv o postupu prací z webu zhotovitele bylo k červenci 2011 dokončených 140 a rozpracovaných 136 stavebních objektů. Součástí prací byla i oprava železničního tunelu a výstavba nového železničního mostu na trati Zvolen - Banská Bystrica - Vrútky.

## Provoz
V září 2011 byl do předčasného užívání předán nový výjezd z Banské Bystrice směrem na Brezno, vedený již po nové trase R1, který až do otevření celého úseku sloužil jen v polovičním profilu pro obousměrný provoz. Doprava tak už tehdy byla přesměrována ze staré silnice I / 66 na novou rychlostní silnici. Původní trasa po I / 66 již v současnosti není využívána jako předtím, ale slouží jen na příjezd od Brezna, výjezd na Brezno vede v trase přesměrování po R1.  Celý severní obchvat byl slavnostně otevřen 27. července 2012. Otevření pro pěší se uskutečnilo den před předáním do užívání motoristické veřejnosti.